# Proyecto Cuevas de Marte

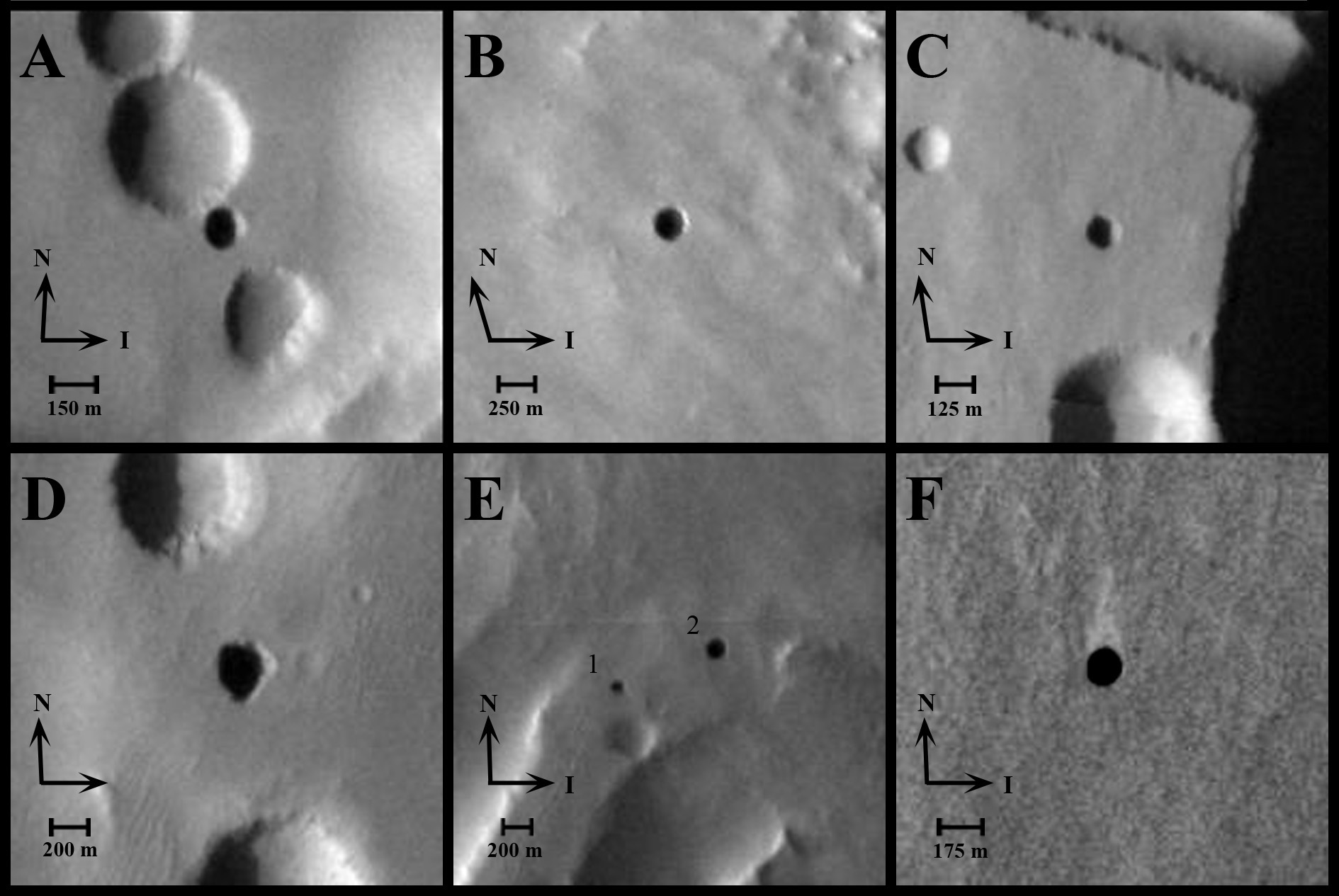
Imágenes de probables entradas a cuevas tomadas por THEMIS en Arsia Mons. Los pozos se han denominado de manera informal como (A) Dena, (B) Chloe, (C) Wendy, (D) Annie, (E) Abby (left) y Nikki, y (F) Jeanne.

El Proyecto Cuevas de Marte fue un programa de principios de la década de 2000 financiado a través de la Fase II por la NASA Institute for Advanced Concepts para evaluar el mejor lugar para situar módulos de investigación y habitáculos como destino de una misión humana a Marte. El informe final se publicó a mediados de 2004.